# 태인여자중학교
태인여자중학교는 전라북도 정읍시 태인면에 있었던 사립 중학교이다.

## 연혁
- 1959년 4월 1일 : 개교
- 2007년 2월 28일 : 폐교

## 폐교 이후
폐교 이후, 태인여자중학교 자리에는 전북동화중학교가 2010년에 개교하였다.